# إدوارد نيوتن
إدوارد نيوتن (بالإنجليزية: Edward Newton)‏ (31 أكتوبر 1871 في المملكة المتحدة - 9 مايو 1906 في المملكة المتحدة) هو لاعب كريكت بريطاني (وحمل سابقاً جنسية المملكة المتحدة لبريطانيا العظمى وأيرلندا). لعب مع نادي مقاطعة هامبشاير للكريكت ‏.

## وصلات خارجية
- إدوارد نيوتن على موقع إي آس بي آن كريك إنفو (الإنجليزية)